# Macrocera immaculata
Macrocera immaculata är en tvåvingeart som beskrevs av Johnson 1902. Macrocera immaculata ingår i släktet Macrocera och familjen platthornsmyggor. Inga underarter finns listade i Catalogue of Life.